# A군(17)의 전쟁
《A군(17)의 전쟁》(일본어: A君(17)の戦争 エーくんじゅうななさいのせんそう[*]란 고우야 다이스케작의 라이트 노벨이다. 후지미 쇼보를 통해 발매되고 있다.

## 개요
현재의 일본에서 태어나 성장한 어떤 좋을 것이라고 없는 소년이 다른 세계로 소환당해 멸망의 위기에 처한 나라를 돕기 위해 이(異)종족의 미소녀들을 도우며 활약하는 내용이다.

## 서적 정보
이하 나열된 ISBN 목록은 구판을 기준으로 했다.
- 《A군(17)의 전쟁》후지미 쇼보〈후지미 판타지아 문고〉
  1. 〈지켜야만 할 것〉2001년 11월, ISBN 4-8291-1381-2
  2. 〈かえらざるとき〉2002년 5월, ISBN 4-8291-1430-4
  3. 〈전쟁의 규칙〉2002년 7월, ISBN 4-8291-1442-8
  4. 〈かがやけるまぼろし〉2002년 11월, ISBN 4-8291-1478-9
  5. 〈나아가야 할 길〉2003년 5월, ISBN 4-8291-1516-5
  6. 〈모든 것은 고향을 지키기 위해서〉2003년 11월, ISBN 4-8291-1547-5
  7. 〈지켜야 할 맹세〉2004년 4월, ISBN 4-8291-1607-2
  8. 〈うしなうべきすべて〉2005년 4월, ISBN 4-8291-1699-4
  9. 〈われらがすばらしきとき〉2006년 1월, ISBN 4-8291-1747-8
- 만화판 《A군(17)의 전쟁 I, THE TYCOON?》후지미 쇼보〈가도카와 코믹스 드래곤Jr〉
  1. 2008년 5월 8일, ISBN 4-04-712550-4
  2. 2008년 10월 9일, ISBN 4-04-712572-5